# Timeliopsis griseigula
Timeliopsis griseigula là một loài chim trong họ Meliphagidae.